# Венсан Кандела
Венсан Кандела (фр. Vincent Candela; 24. октобар 1973) је бивши француски фудбалер и национални репрезентативац.

## Каријера

### Клупска каријера
Кандела је најзначајнији део клупске каријере одиграо у Роми са којом је 2001. године освојио италијанско првенство и Суперкуп. Након краћег боравка у Болтону, Кандела се 2005. враћа у Италију где је играо за Удинезе, Сијену и на позајмици у Месини. Своју последњу утакмицу у Серији А одиграо је 28. јануара 2007. у сусрету против Асколија.

### Репрезентативна каријера
Кандела је са француском јуниорском репрезентацијом 1996. године играо на европском У21 првенству и на Олимпијским играма у Атланти. На ЕП-у је са младим Триколорима освојио бронзу победивши Шкотску у борби за треће место док је на Олимпијским играма репрезентација поражена у четвртфиналу од Португалије.
За сениорску репрезентацију је дебитовао 1996. и за њу је наступао до 2002. У том периоду, играч је са „Галским петловима“ освојио наслов светског (Француска 1998.) и европског (Белгија / Холандија 2000.) првака.
На Мундијалу у Француској, Кандела је одиграо свега једну утакмицу будући да је тада стандардни играч на позицији левог бека био Биксенте Лизаразу. Са друге стране, на ЕП 2000. је одиграо две утакмице, обе у првом саставу.
Због успеха оствареног 1998. Кандели је заједно са репрезентативцима и селектором Жакеом додељен ред витеза француске Легије части.

#### Голови за репрезентацију
| #  | Датум             | Место               | Противник | Погодак | Резултат | Такмичење                 |
| -- | ----------------- | ------------------- | --------- | ------- | -------- | ------------------------- |
| 1. | 14. октобар 1998. | Сен Дени, Француска | Андора    | 1: 0    | 2: 0     | Квалификације за ЕП 2000. |
| 2. | 6. октобар 2001.  | Сен Дени, Француска | Алжир     | 1: 0    | 4: 1     | Пријатељска утакмица      |